# Stig Eriksson
Stig Eriksson, född 25 augusti 1949 i Niilivaara kyrkobokföringsdistrikt, Norrbottens län, är en svensk politiker (vänsterpartist). Han var ordinarie riksdagsledamot 1998–2002, invald för Norrbottens läns valkrets.
I riksdagen var han ledamot i trafikutskottet 1998–2002.